# زاویالوو (سرزمین آلتای)
زاویالوو (به لاتین: Zavyalovo) یک منطقهٔ مسکونی در روسیه است که در سرزمین آلتای واقع شده‌است.